# Telekom Cup
La Telekom Cup (nota in precedenza come T-Home Cup e LIGA total! Cup) è una competizione tra associazioni calcistiche tedesche.
Fondato nel 2009, il torneo coinvolge quattro squadre della Bundesliga, che disputano semifinali, finale di terzo posto e finalissima. Fino al 2015, ogni partita durava 60 minuti, 30 per tempo, e il torneo durava due giorni e quattro partite; in seguito sono durate solo 45 minuti senza intervallo, e si sono svolte tutte nello stesso giorno. L'edizione inaugurale, così come quella successiva, si è svolta a Gelsenkirchen, passando dal 2011 per Magonza, Amburgo, Mönchengladbach, Düsseldorf e Colonia. Dopo aver saltato il 2016, il torneo ha avuto due edizioni nel 2017, una invernale e una estiva.
Il primo vincitore del torneo è stato l'Amburgo. La squadra che detiene il maggior numero di trofei è il Bayern Monaco, con 5 vittorie sulle 10 partecipazioni, unica squadra prima del 2022 ad aver partecipato a tutte le edizioni. Detentore del torneo è il Milan, che ha vinto l'edizione 2022, l'unica dove i bavaresi sono stati assenti; tale edizione si è giocata dopo una pausa di due anni dovuta alla pandemia di COVID-19, e ha avuto il solo incontro della finalissima tra i rossoneri e il club tedesco di Colonia.

## Albo d'oro
| Edizione | Anno         | Città             | Stadio                   | Vincitore         | 2º classificato     | 3º classificato    | 4º classificato     |
| -------- | ------------ | ----------------- | ------------------------ | ----------------- | ------------------- | ------------------ | ------------------- |
| I        | 2009         | Gelsenkirchen     | Veltins-Arena            | Amburgo           | Stoccarda           | Bayern Monaco      | Schalke 04          |
| II       | 2010         | Gelsenkirchen     | Veltins-Arena            | Schalke 04        | Bayern Monaco       | Amburgo            | Colonia             |
| III      | 2011         | Magonza           | Coface Arena             | Borussia Dortmund | Amburgo             | Bayern Monaco      | Magonza             |
| IV       | 2012         | Amburgo           | Imtech Arena             | Werder Brema      | Borussia Dortmund   | Bayern Monaco      | Amburgo             |
| V        | 2013         | Mönchengladbach   | Stadion im Borussia-Park | Bayern Monaco     | Borussia M'gladbach | Borussia Dortmund  | Amburgo             |
| VI       | 2014         | Amburgo           | Imtech Arena             | Bayern Monaco     | Wolfsburg           | Amburgo            | Borussia M'gladbach |
| VII      | 2015         | Mönchengladbach   | Borussia-Park            | Amburgo           | Augusta             | Borussia Dortmund  | Bayern Monaco       |
| VIII     | Inverno 2017 | Düsseldorf        | Esprit Arena             | Bayern Monaco     | Magonza             | Fortuna Düsseldorf | Borussia M'gladbach |
| IX       | Estate 2017  | Mönchengladbach   | Borussia-Park            | Bayern Monaco     | Werder Brema        | Hoffenheim         | Borussia M'gladbach |
| X        | 2019         | Düsseldorf        | Merkur Spiel-Arena       | Bayern Monaco     | Borussia M'gladbach | Fortuna Düsseldorf | Hertha Berlino      |
| XI       | 2022         | Colonia           | RheinEnergieStadion      | Milan             | Colonia             |                    |                     |
| XII      | 2025         | Monaco di Baviera | Allianz Arena            | Bayern Monaco     | Tottenham           |                    |                     |

### Vittorie per squadra
| Squadra           | Vittorie | Anno                                       |
| ----------------- | -------- | ------------------------------------------ |
| Bayern Monaco     | 6        | 2013, 2014, 2017 (I), 2017 (E), 2019, 2025 |
| Amburgo           | 2        | 2009, 2015                                 |
| Borussia Dortmund | 1        | 2011                                       |
| Werder Brema      | 1        | 2012                                       |
| Schalke 04        | 1        | 2010                                       |
| Milan             | 1        | 2022                                       |

### Squadre partecipanti
Il Bayern Monaco ha partecipato a tutte le prime dieci edizioni, saltando poi quella del 2022; il Milan ha preso parte proprio a quell'edizione, e vincendola è diventato l'unico club non tedesco a vincere una volta il torneo. L'Amburgo ha partecipato sette volte al torneo, il Borussia M'Gladbach sei, il Borussia Dortmund tre, il Werder Brema, lo Schalke 04, il Colonia, il Magonza e il Fortuna Düsseldorf due, e Augusta, Stoccarda, Wolfsburg, Hoffenheim, Hertha Berlino e Tottenham una sola.

### Classifica marcatori
| P. | Marcatore           | Squadra                          | Reti |
| -- | ------------------- | -------------------------------- | ---- |
| 1  | Robert Lewandowski  | Borussia Dortmund/ Bayern Monaco | 6    |
| 2  | Toni Kroos          | Bayern Monaco                    | 3    |
| 2  | Thomas Müller       | Bayern Monaco                    | 3    |
| 2  | Franck Ribéry       | Bayern Monaco                    | 3    |
| 2  | Son Heung-min       | Amburgo                          | 3    |
| 6  | Edu                 | Schalke 04                       | 2    |
| 6  | Niclas Füllkrug     | Werder Brema                     | 2    |
| 6  | Olivier Giroud      | Milan                            | 2    |
| 6  | Max Kruse           | Borussia M'gladbach              | 2    |
| 6  | Nils Petersen       | Bayern Monaco/ Werder Brema      | 2    |
| 6  | Raúl                | Schalke 04                       | 2    |
| 6  | Thiago              | Bayern Monaco                    | 2    |
| 6  | Ruud van Nistelrooy | Amburgo                          | 2    |